# Saint François d'Assise recevant les stigmates
Saint François d'Assise recevant les stigmates est une peinture à la tempera et à l'or sur bois (313 x 163 cm) de Giotto, réalisée pour l'église San Francesco à Pise et conservée au Louvre à Paris. Elle est signée « Opus Jocti Florentini ».

## Sujet
Elle représente un épisode important de la vie de saint François d'Assise au moment où, en prière sur le mont Alverne, il reçoit les stigmates du Christ apparu dans le ciel sous la forme d'un séraphin. Trois épisodes de la vie du saint sont illustrés sur la prédelle : le rêve du pape Innocent III qui voit saint François soutenir une église sur le point de s'écrouler, la confirmation des règles de l'ordre par le pape et le prêche aux oiseaux pour démontrer que la Parole de Dieu s'adresse à tous les êtres vivants.

## Histoire
Giorgio Vasari mentionne l'œuvre dans les Vies comme présente dans l'église de Pise, dans la chapelle Ughi située dans le transept (Vasari la cite comme ornant le jubé à l'origine). Bien qu'elle ne soit pas exempte de controverse, aujourd'hui, l'attribution du tableau au grand maître toscan est généralement acceptée, notamment parce qu'il est signé, avec une datation qui oscille généralement entre peu avant ou peu après les fresques des Histoires de Saint François à Assise, ou entre 1295 et 1300. Cette œuvre est considérée à ce jour comme avant tout une œuvre du début du siècle, commandée par les franciscains de Pise immédiatement après le dévoilement du cycle d'Assise dont elle reprend quelques scènes marquantes.
Réquisitionné par Napoléon au Grand-Duché de Toscane en 1813, le tableau entre au Louvre (inv. 309) en 1813, pendant l'occupation napoléonienne, avec la Maestà de Cimabue, cette dernière venant également de San Francesco à Pise qui a fait l'objet de spoliations napoléoniennes. Jean Baptiste Henraux en prend soin, à la demande du directeur du musée Napoléon de l'époque, Dominique Vivant Denon, particulièrement friand de peinture italienne « primitive ». À partir de 1814, il est exposé au Louvre. Après la restitution des œuvres d'art, le grand panneau faisait partie de la centaine de tableaux restés en France.
Les critiques l'ont longtemps attribué aux ouvriers de l'atelier, peut-être à cause des conditions de conservation peu excellentes, mais cette hypothèse est désormais presque écartée du fait d'un autographe complet (Carlo Volpe, 1983, Luciano Bellosi, 1985) de très haute qualité.

## Description

### Panneau central
Le panneau central, à haut dressé en pinacle, représente, sur fond d'or, la stigmatisation de saint François d'Assise pendant la prière au monastère de l'Alverne :  un Christ « volant » lui apparaît sous la forme d'un séraphin ; des blessures émettant des rayons de lumière lui frappent différentes parties du corps. La figure du saint se distingue par sa monumentalité, avec une insertion bien calibrée dans l'espace, même en profondeur, comme les figures du polyptyque de la Badia (Galerie des Offices).
Le choix de représenter un moment d'action comme sujet principal, bien qu'il s'agisse d'un épisode central dans la vie du saint, est une nouveauté par rapport à la tradition de dérivation byzantine qui favorisait des figures hiératiques et frontales au centre des peintures, comme dans les œuvres de Bonaventura Berlinghieri ou du Maestro del San Francesco Bardi.
L'arrière-plan montre les efforts déployés pour placer la scène de manière réaliste dans l'espace, bien que certaines conventions byzantines y soient conservées, telles que des montagnes ébréchées et des éléments de paysage rétrécis. Des tentatives de construction des bâtiments en perspective sont visibles dans les chapelles de la montagne. Le clair-obscur puissant sur le visage de François donne une intensité expressive et façonne son volume.
Dans les coins droit et gauche apparaissent les armoiries de la famille Ughi ou Cinquini.

### Prédelle
La prédelle montre trois scènes de la vie du saint, généralement attribuées à la main du maître, dont la composition est en relation étroite avec les fresques d'Assise :
- Le Songe du pape Innocent III,
- L'Approbation des statuts de l'ordre par Innocent III,
- La Prédication de saint François aux oiseaux.

Détails de la prédelle
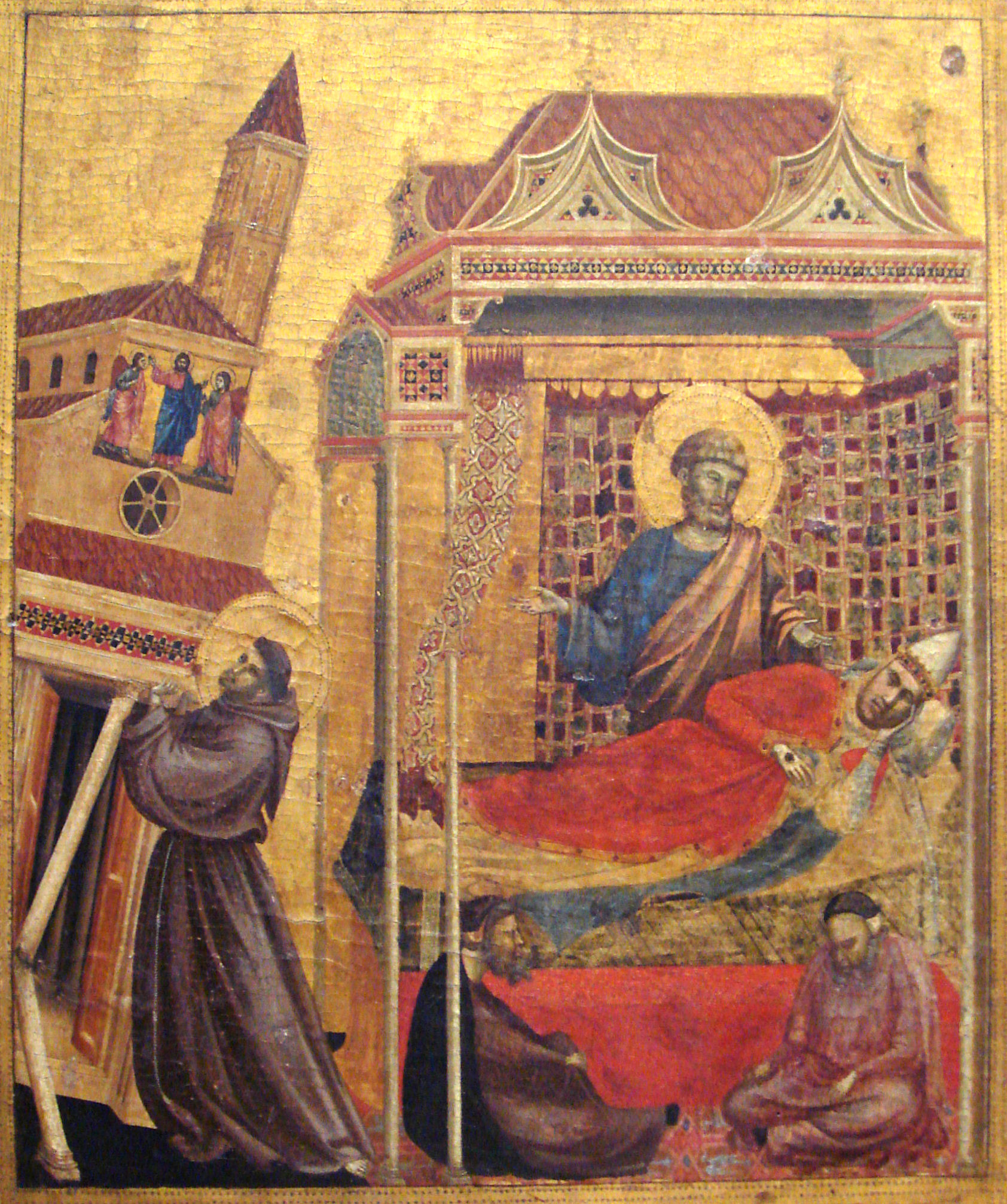
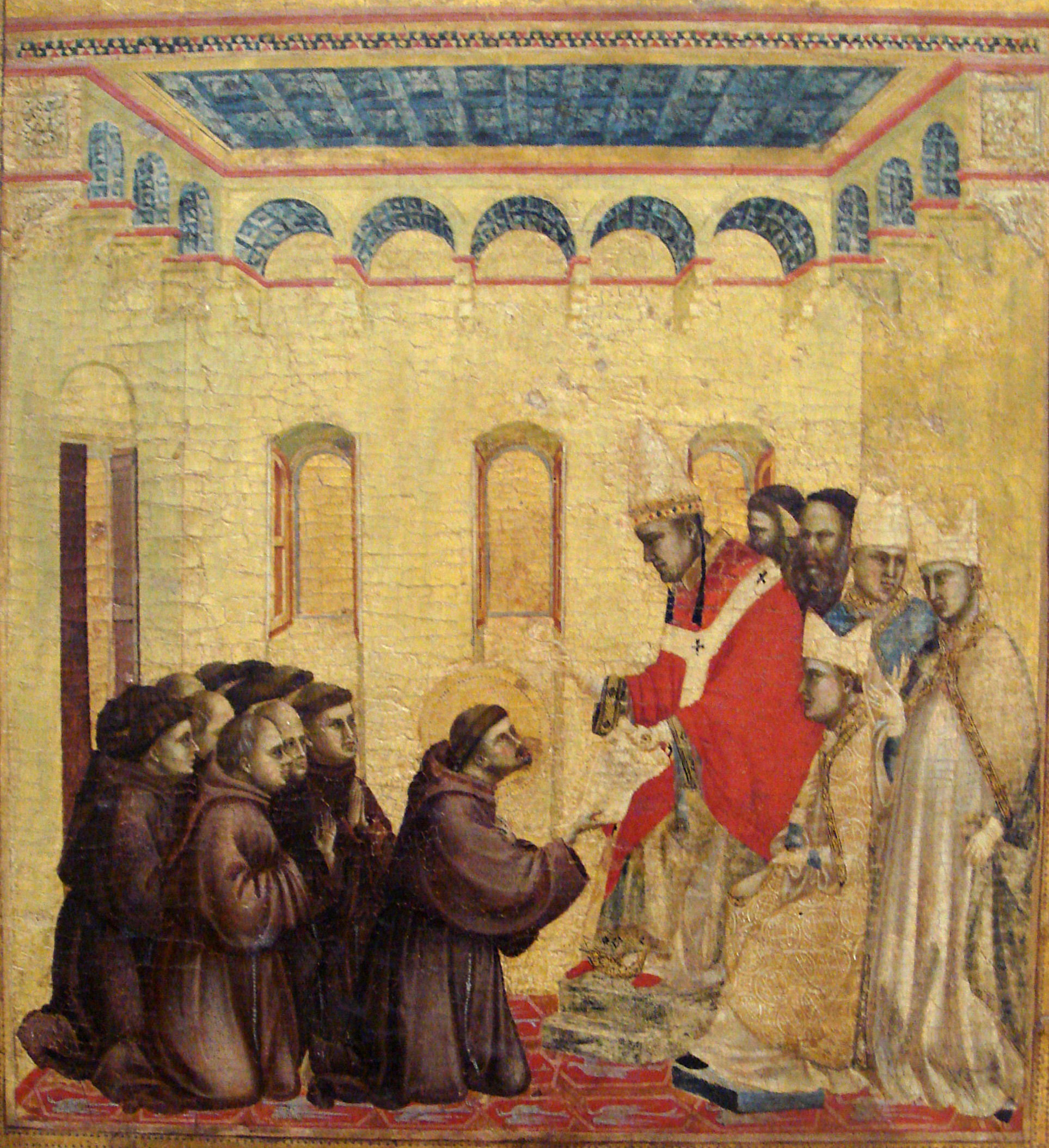
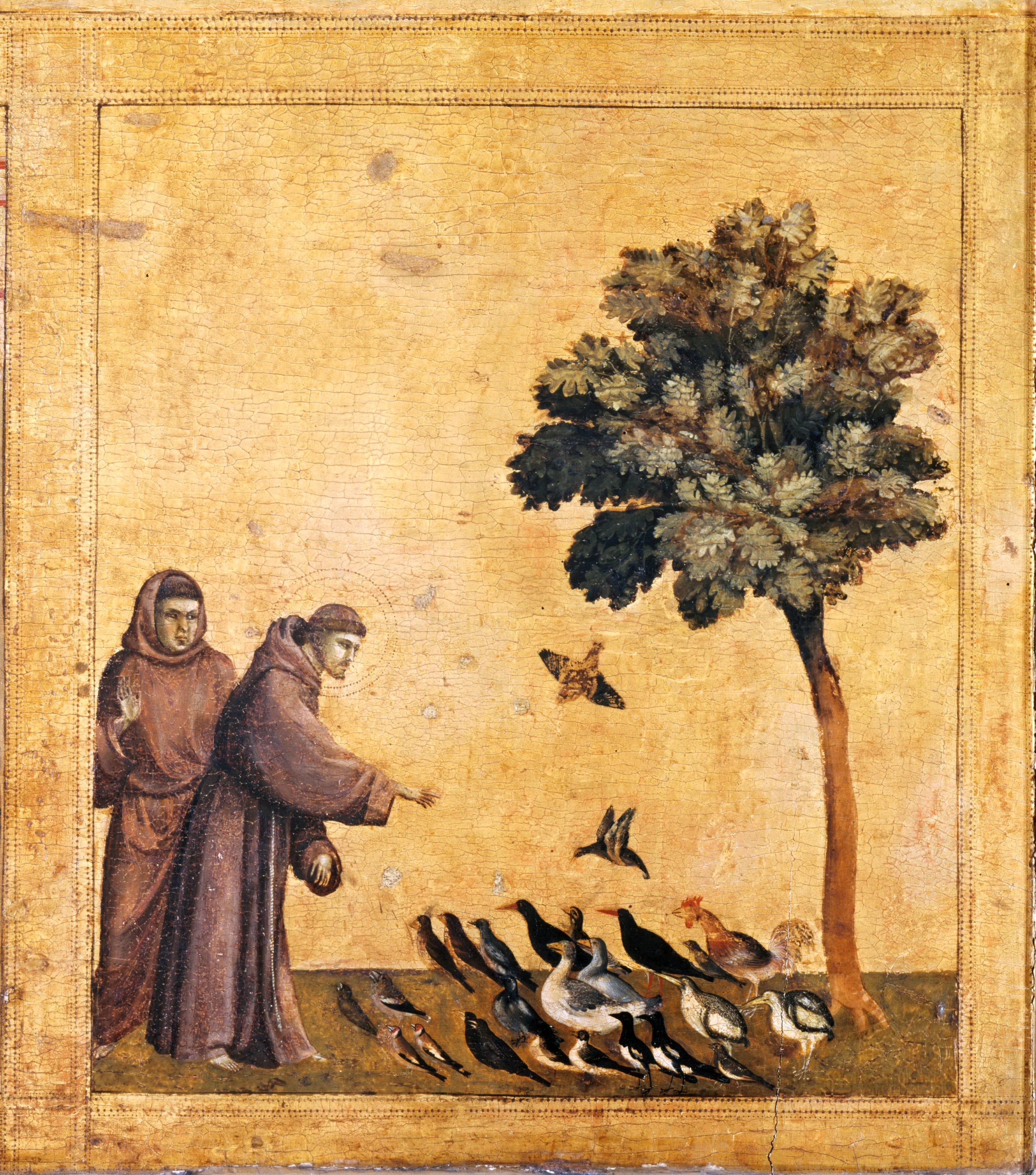

La scène du Songe montre l'effondrement de la basilique Saint-Jean-de-Latran d'une manière encore plus éloquente que dans la fresque de l'église supérieure de la basilique d'Assise, avec l'église inclinée mais aussi, avec une colonne déjà cassée. La présence de saint Pierre montrant le pape endormi, est également une innovation. L'Approbation des statuts de l'ordre par Innocent III, en revanche, est très fidèle au modèle d'Assise, située dans une pièce tout à fait similaire avec les arcades et les étagères disposées en perspective. La Prédication de saint François aux oiseaux se distingue également par sa simplicité et son abstraction, grâce au fond doré dépourvu de représentations ; contrairement à la fresque d'Assise, qui a été très abîmée, on peut ici apprécier la variété et la vivacité descriptive dans la représentation des oiseaux, appartenant aux espèces les plus variées.
En général, le style de ces scènes montre, par rapport aux fresques d'Assise, une plus grande élégance gothique,obtenue par l'amincissement des figures, en relation directe avec les trois dernières histoires du cycle franciscain. Il constitue un fondement pour des disciples de Giotto tels que le Maestro della Santa Cecilia
Le cadre d'origine, toujours présent, contient la mention latine OPUS IOCTI FLORENTINI et les armoiries des Cinquini, banquiers pisans.

## Analyse
Cette œuvre caractérise le langage novateur de Giotto. S'éloignant graduellement de l'art byzantin, le peintre introduit des éléments nouveaux, comme l'intégration d'un paysage, la représentation de l'espace et des perspectives, le souci de réalisme, l'expressivité des visages.